# عبد الرحمن العامري
عبد الرحمن العامري (مواليد 30 أبريل 1998، لاعب كرة قدم إماراتي يجيد اللعب في حراسة المرمى مع نادي الجزيرة في دوري الخليج العربي الإماراتي.
مثل نادي الجزيرة في الفئات السنية و تدرج معهم حتى وصل للفريق الأول عام 2017 .

## روابط خارجية
- عبد الرحمن العامري على موقع Soccerway.com (الإنجليزية)